# قله پاتخور
قله پاتخور (به لاتین: Patkhor Peak) یک کوه در تاجیکستان است که در Gorno-Badakhshan, Tajikistan واقع شده‌است. قله پاتخور ۶٬۰۸۳ متر بالاتر از سطح دریا واقع شده‌است.